# براندان كارول
براندان كارول (بالإنجليزية: Brendan Carroll)‏ هو لاعب قذف أيرلندي، ولد في 1970 في ثورلز ‏ في جمهورية أيرلندا.